# Palencia
Palencia (česky také Palencie, adj. Palentino, -a) je město ve španělském autonomním společenství Kastilie a León. Je sídlem provincie Palencia. Leží v rozlehlé rovině Tierra de Campos na břehu říčky Carrión, v nadmořské výšce 749 m, asi 235 km severně od Madridu. V roce 2008 měla 82 626 obyvatel na rozloze 94,71 km².
Palencia je jedním z hlavních průmyslových středisek staré Kastilie a železničním uzlem tratí Madrid – Baskicko, Palencia – Santander a Palencia – León.

## Historie
Kastilský král Alfons VIII. Kastilský zde roku 1208 založil první univerzita ve Španělsku, která však byla asi od roku 1241 přeložena do Valladolidu.

## Pamětihodnosti
- katedrála sv. Antonína z Pamiers, má románské jádro.
- socha Ježíše Krista, 30 metrové dílo sochaře Victoria Macha, poblíž města